# 洛杉矶 (奇里基省)
洛杉矶是巴拿马奇里基省瓜拉卡区的一个城市。 该市面积为79.9平方（30.8平方英里），2010年时人口为715，故其人口密度为8.9名居民每平方（23名居民每平方英里）。 1990年时人口为617，2000年时人口为666。